# Aníbal López
Aníbal López Ríos (Lima, 23 de enero de 1950-Lima, 29 de junio de 2010) fue un timbalero peruano de salsa que participó de importantes orquestas de salsa y jazz como las de Celia Cruz, Cheo Feliciano, Andy Montañez, Tony Vega y el gran Jaime Delgado Aparicio incluso participó en la grabación del disco de una banda de rock. En Perú era llamado El emperador del timbal.

## Historia

### Inicios
Nació en Lima. Su padre fue el músico y cantante cubano Lizardo Emigdio López Martínez conocido artísticamente como Tony De Cuba y su madre la peruana Reneé Ríos. A los 12 años comienza tocar la batería en la orquesta de su padre. Luego estuvo en las orquestas de Peter Dellis y Victor Cuadros, participando también en el Festival de Trujillo y Festival OTI. En 1971 tocó los timbales en la grabación del disco Malos pensamientos del grupo de latin rock y progresivo peruano El Álamo. También Jaime Delgado Aparicio lo llamó para que tocase los timbales en su Orquesta Contemporánea.
En 1976 viaja a Estados Unidos con la orquesta de Lucho Macedo y es aquí donde conoce más sobre este género musical. Al regresar al Perú decide estudiar en el Conservatorio Nacional especializándose en el timbal.

### Aníbal López y la Única
En 1980 decide finalmente formar su propia orquesta llamada Aníbal López y la Única, puesta por Eithel Silva. Luego viaja a Nueva York para seguir especializándose.
En 1984 gana el trofeo "Maestra vida", evento realizado por Luis Delgado Aparicio y luego es invitado por Celia Cruz y Cheo Feliciano a tocar junto a ellos en sus respectivas orquestas para sus presentaciones en la Feria del hogar. Luego de esta presentación, Celia Cruz lo invitó a formar parte de su banda y realizando giras en Estados Unidos y diversos países de Sudamérica como Chile, Ecuador, Colombia, Uruguay, Paraguay y Argentina.
En 1987 Tito Puente le obsequia sus timbales. Recibió los premios "Circe" Diplo de Venezuela, Trofeo Salsa, Guido, O' Higgins de Chile entre otros premios de radio y televisión peruanos.
Falleció el 29 de junio del 2010 a causa de una hemorragia gastrointestinal.

## Discografía
Álbumes de estudio
- Auténtico
- Ahora...dictando cátedra con sabor
- El Emperador del Timbal (Iempsa 1985)
- Distinto y diferente